# John Sørensen
John Rungsted Sørensen (Copenhague, 5 de octubre de 1934) es un deportista danés que compitió en piragüismo en la modalidad de aguas tranquilas.
Participó en los Juegos Olímpicos de Tokio 1964, obteniendo una medalla de bronce en la prueba de C2 1000 m.

## Palmarés internacional
| Juegos Olímpicos | Juegos Olímpicos | Juegos Olímpicos  | Juegos Olímpicos |
| Año              | Lugar            | Medalla           | Competición      |
| ---------------- | ---------------- | ----------------- | ---------------- |
| 1964             | Tokio (Japón)    | Medalla de bronce | C2 1000 m        |